# تشاد براون (لاعب كرة قدم)
تشاد براون (بالإنجليزية: Chad Brown)‏ (1 سبتمبر 1975 بالولايات المتحدة - ) هو مدرب كرة قدم ولاعب كرة قدم أمريكي في مركز الوسط. لعب مع Seattle Sounders (1994–2008) ‏ وSpokane Shadow ‏.

## وصلات خارجية
- تشاد براون على موقع قاعدة بيانات كرة القدم.إي يو (الإنجليزية)